# Torneo di Mosca 1936

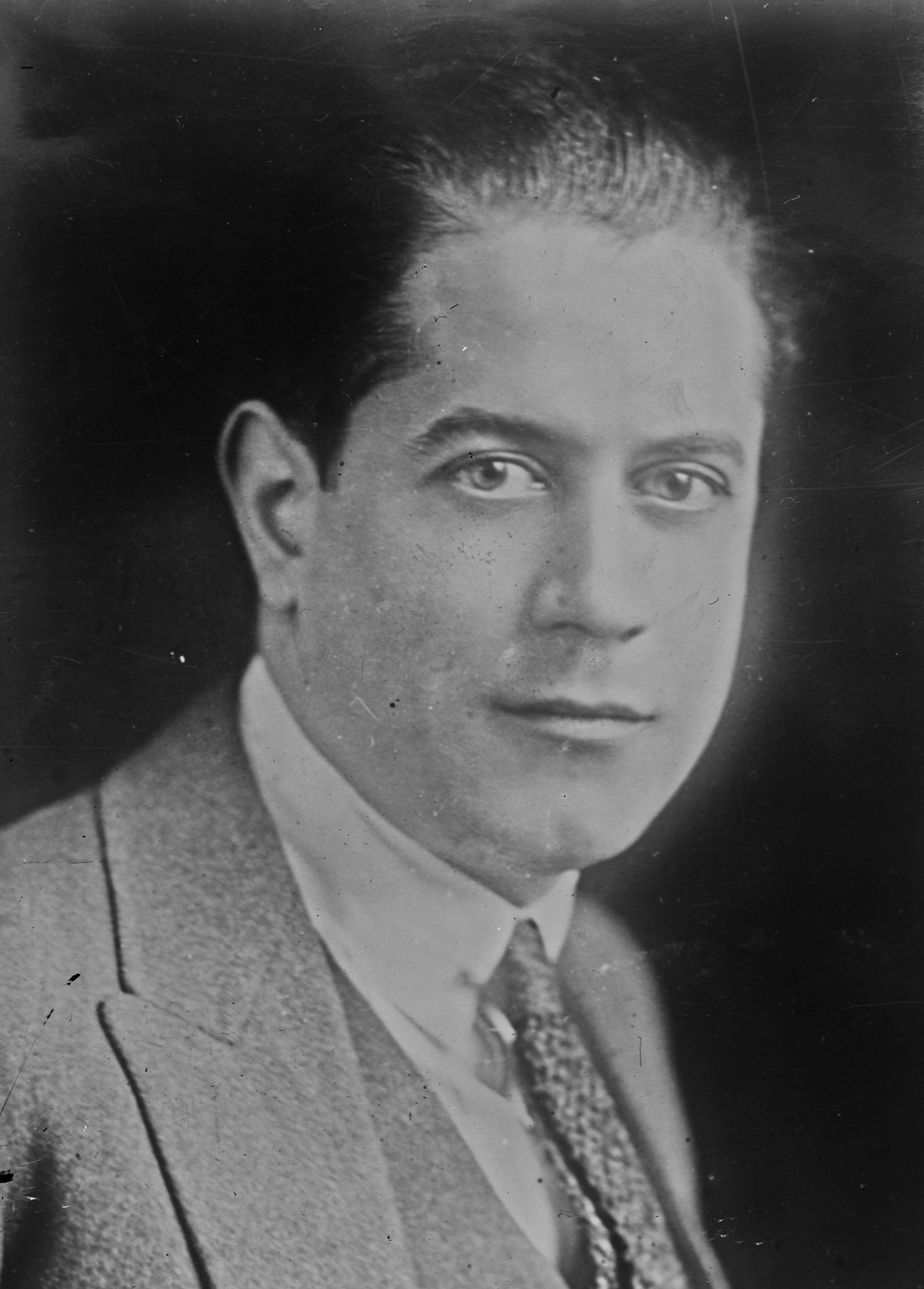
José Raúl Capablanca, vincitore del torneo.

Il torneo di Mosca 1936 è stato un torneo internazionale di scacchi.

## Storia
Il torneo si è svolto a Mosca dal 14 maggio all'8 giugno 1936 e fu organizzato con il sistema del girone all'italiana con doppio turno tra 10 partecipanti, di cui 5 sovietici e 5 di altri paesi. Erano presenti gli ex campioni del mondo José Raúl Capablanca ed Emanuel Lasker. Quest'ultimo giocò con la bandiera sovietica in quanto, subito dopo il torneo di Mosca 1935, si era trasferito in URSS, prendendone la cittadinanza. Arbitro principale del torneo era Nikolaj Grigor'ev.
Il torneo si svolse nella sontuosa Sala delle colonne della Casa dei sindacati di Mosca, alla presenza di oltre 1 200 spettatori.
La battaglia per il primo posto fu condotta principalmente da Michail Botvinnik e Capablanca. Nella loro partita del primo turno Botvinnik, dopo aver raggiunto una posizione vincente, fece diversi errori, perdendo la partita. Capablanca terminò il 1º girone con 6,5 punti, seguito da Botvinnik con 5 punti. Nel 2º girone Botvinnik ottenne 7 punti su 9, ma Capablanca, ripetendo il risultato del 1º girone, vinse il torneo con 13 punti, imbattuto, con un punto di vantaggio su Botvinnik.
L'ex campione del mondo Lasker, allora sessantottenne, cominciò bene il torneo, ma poi l'età fece sentire i suoi effetti e terminò al sesto posto.

## Classifica del torneo
| #  | Giocatore                  | 1 | 1 | 2 | 2 | 3 | 3 | 4 | 4 | 5 | 5 | 6 | 6 | 7 | 7 | 8 | 8 | 9 | 9 | 10 | 10 | Punti |
| -- | -------------------------- | - | - | - | - | - | - | - | - | - | - | - | - | - | - | - | - | - | - | -- | -- | ----- |
| 1  | José Raúl Capablanca (CUB) | x | x | 1 | ½ | ½ | ½ | 1 | ½ | 1 | ½ | ½ | 1 | ½ | 1 | ½ | ½ | 1 | 1 | ½  | 1  | 13    |
| 2  | Michail Botvinnik (URS)    | 0 | ½ | x | x | ½ | 1 | 1 | ½ | ½ | 1 | ½ | 1 | 1 | 1 | ½ | ½ | ½ | 1 | ½  | ½  | 12    |
| 3  | Salomon Flohr (CSK)        | ½ | ½ | ½ | 0 | x | x | ½ | 1 | 0 | ½ | ½ | 1 | 0 | ½ | ½ | 0 | ½ | 1 | 1  | 1  | 9½    |
| 4  | Andor Lilienthal (HUN)     | 0 | ½ | 0 | ½ | ½ | 0 | x | x | ½ | ½ | ½ | 1 | ½ | 1 | ½ | 1 | ½ | ½ | ½  | ½  | 9     |
| 5  | Vjačeslav Ragozin (URS)    | 0 | ½ | ½ | 0 | 1 | ½ | ½ | ½ | x | x | 1 | ½ | 0 | ½ | 1 | ½ | ½ | ½ | ½  | 0  | 8½    |
| 6  | Emanuel Lasker (URS)       | ½ | 0 | ½ | 0 | ½ | 0 | ½ | 0 | 0 | ½ | x | x | ½ | ½ | ½ | 1 | 1 | ½ | 1  | ½  | 8     |
| 7  | Il'ja Kan (URS)            | ½ | 0 | 0 | 0 | 1 | ½ | ½ | 0 | 1 | ½ | ½ | ½ | x | x | ½ | ½ | 0 | ½ | ½  | ½  | 7½    |
| 8  | Grigorij Levenfiš (URS)    | ½ | ½ | ½ | ½ | ½ | 1 | ½ | 0 | 0 | ½ | ½ | 0 | ½ | ½ | x | x | ½ | 0 | 1  | 0  | 7½    |
| 9  | Nikolaj Rjumin (URS)       | 0 | 0 | ½ | 0 | ½ | 0 | ½ | ½ | ½ | ½ | 0 | ½ | 1 | ½ | ½ | 1 | x | x | ½  | ½  | 7½    |
| 10 | Erich Eliskases (AUT)      | ½ | 0 | ½ | ½ | 0 | 0 | ½ | ½ | ½ | 1 | 0 | ½ | ½ | ½ | 0 | 1 | ½ | ½ | x  | x  | 7½    |